# Papa Lleó XI
Lleó XI és el nom que va prendre el cardenal Alessandro Ottaviano di Medici en esdevenir Papa. Pertanyia a una branca secundària de la gran família florentina i era nebot del Papa Lleó X.
El seu cosí, duc de la Toscana, el va nomenar ambaixador davant del Papa Pius V, i es mantingué en el càrrec 15 anys. El 1573 va ser nomenat bisbe de Pistoia i després de Florència. El 1596 Climent VIII el va enviar a Paris com a legat apostòlic, participant en la reconciliació d'Enric IV de França amb l'Església catòlica.
A la mort de Climent VIII els cardenals estaven dividits entre els espanyols, els francesos i els nomenats pel Papa. El cardenal Alessandro di Medici va ser escollit i recolzat per tots. Probablement hi va influir el fet que Enric IV, convertit en parent del Papa pel seu matrimoni amb Maria di Medici va enviar-li 300.000 ducats.
Lleó XI prengué l'escut dels anteriors Papes de la família Mèdici

El seu pontificat va durar 27 dies o 17, si com era tradició llavors, es comptava des del moment de la coronació i no el de l'elecció.